# Antisemitizam
Antisemitizam je neprijateljski stav prema Židovima, u obliku vjerske, nacionalne, socijalne ili rasne nesnošljivosti. Pojam antisemitizam prvi je put upotrijebio Wilhelm Marr u pamfletu "Pobjeda židovstva nad germanstvom" 1870-ih da bi napravio razliku između starog antijudaizma i moderne, političke, etničke, ili rasne opozicije prema Židovima. Pojam je ubrzo ušao u uporabu i u druge jezike te postao sinonim, ne samo za neprijateljstvo prema Židovima u modernom razdoblju, već se počeo retroaktivno primjenjivati i za svaku vrstu animoziteta prema Židovima u povijesti.

## Pojam
U nekim se jezicima (npr. u engleskom), antisemitizam ponekad piše s povlakom. Međutim, takvom se praksom legitimira pojam semitizam kao rasni dok se podrijetlo uporabe pojmova semitski i arijski/indoeuropski odnosi na lingvističke, a ne rasne skupine.
Židovi (pretvaranjem semitizma u definiciju rase, što se, u ovom kontekstu, odnosi na Židove) nisu rasa: ono što Židove ujedinjuje su tradicija, povijest, kultura, možda sudbina, ali ne i genetika. Inače, iako je i arapski jezik dio semitske jezične obitelji, kad antisemit govori protiv Semita, on misli - Židov. Kad su nacisti ubijali Židove, surađivali su i s Arapima.
Antisemitizam nije pojam koji je nastao kao suprotnost onome što jest semitizam, jer takav pozitivan pojam nikada nije postojao. Antisemitizam je antižidovska ideologija. Tako je antisemitizam generički pojam, koji definira negativan odnos prema određenoj skupini ljudi; ili, parafrazirajući filozofa Zvi Diesendrucka: teško ćemo pronaći još jedan pojam, koji je skovan samo kao negativan prema ijednom drugom narodu.
Postoje 3 glavna oblika antisemitizma (ovdje je prihvaćena definicija antisemitizma, koja pokriva i religijski antijudaizam i rasni antisemitizam):
- klasični (poganski);
- kršćanski;
- moderni.

## Povijest

### Klasični antisemitizam
Antisemitizam svoje korijene vuče antičkog svijeta: bio je posljedica netolerancije vjerske različitosti između poganskih naroda i Židova. Već u Knjizi Postanka piše:
Knjiga Izlaska također razlikuje Židove od drugih naroda:
Prvi zabilježeni antisemitski ispadi događali su se u stoljećima prije nove ere u Aleksandriji, u sukobu judaizma i helenizma. U djelima nekih rimskih pisaca (Ciceron, Seneka, Tacit) moguće je naći tragove antisemitizma.

### Kršćanski antisemitizam
Židovi su bili objekt kršćanskog antisemitizma jer su ih kršćani vidjeli kao zle i odgovorne za Isusovo raspeće. Moderni pak, antisemitizam, za razliku od ovih prethodnih, ima rasne elemente. Svaki od ovih slučajeva, ma koliko međusobno bili različiti, dolazi iz isto izvora – različitosti Židova od njihove okoline.
Kršćanski antisemitizam imao je isti temelj, ali je tome dodao grijeh odbacivanja i razapinjanja Isusa. Uz to, kršćanstvo je sebe percipiralo kao religiju koja se od judaizma razvila i postala njegov nasljednik te ga tako zamijenila; time je judaizam postao, gledano iz kršćanske perspektive, irelevantna i od Boga odbačena religija. Dakle, postojanje judaizma i nakon kršćanskog ustanovljavanja ugrožavalo je takav koncept.

### Moderni antisemitizam do 20. stoljeća
Karakter modernog antisemitizma (počeci modernog antisemitizma datiraju se s 1688. godinom) različit je od klasičnog (antičkog) ili kršćanskog antisemitizma, jer se bazira na rasnim, a ne religijskim premisama. Takav se antisemitizam razvio za vrijeme prosvjetiteljstva i to kao posljedica jačanja nacionalnih osjećaja (različitost u kulturi i jeziku u odnosu na matični narod; naime, prosvjetiteljstvo je bilo razdoblje u kojem je počela jačati nacionalna svijest – skupine, koje su dijelile kulturu, jezik, povijest, isti rasni i vrijednosni sustav, povezivale su se u političke, ekonomske i socijalne entitete definirane geografskim granicama, koje se danas grubo podudaraju s granicama europskih nacija; skupine se ujedninjavaju, vojno i politički, pod jednom zastavom i razvijaju lojalnost naciji; Židovi se, kao skupina koja ne dijeli zajednički jezik, kulturu, religiju, i djelomično, sustav vrijednosti, od pojedinaca u tim nacionalnim pokretima, precipiraju kao outsideri pa čak i prijetnja nacionalnoj ideji).
Moderni antisemitizam temelji se na teoriji da su Židovi inferiorna rasa. Židov je Židov, ne poradi svoje religije, već zato što je to karakteristika njezine/negove krvi/genetike. Pojam arijski prvi put je upotrebljen u rasnim teorijama 19. stoljeća. Jedan od istaknutijih rasnih teoretičara, Arthur de Gobineau (1816-1882), koristio je antropologiju, lingvistiku, i povijest, kako bi formulirao teoriju u kojoj bi pripadnost određenoj rasi objasnila gotovo cjelokupnu ljudsku djelatnost kroz povijest. U svom Eseju o nejednakosti ljudskih rasa, Gobineau je tvrdio da su francuski aristokrati superiorni u odnosu na francuski narod zahvaljujući samoj činjenici da su čisti Arijci (Indoeuropljani). Presudni povijesni događaji determinirani su željeznim zakonom pripadnosti određenoj rasi, a ljudska je sudbina uvjetovana prirodom i izražena kroz rasu. Povijest pokazuje da su sve civilizacije potekle od bijele rase, a dragulj ove rase su Arijci (Indoeuropljani), koji su preživjeli kao superiorna rasa. Upozorio je, pak, da miješanje Arijaca (Indoeuropljana) s drugim rasama prijeti samom njenom opstanku.
Židovi su bili optuženi za ozbiljnu ekonomsku krizu iz 1873. Godine 1879. Wilhelm Marr, novinar, koji je skovao pojam antisemitizam, napisao pamflet pod naslovom Pobjeda židovstva nad njemstvom (The Victory of Jewry over Germandom). Pamflet je polučio veliki uspjeh i doživio 12 izdanja u šest godina. Koristeći rasne ideje i Vilkischeve nacionalističke ideje, Marr je tvrdio da su Židovi postali najveća zapadna sila 19. stoljeća. Marr je optužio Židove da su liberali, ljudi bez korijena, koji su nepovratno judaizirali Nijemce. Godine 1879. Marr je osnovao Antisemitsku ligu.
Prema kraju stoljeća, europske političke stranke, posebice u Njemačkoj, počinju upotrebljavati antisemitizam u svojim političkim programima/platformama.
Godine 1879., povjesničar Heinrich V. Treitschke piše da su "Židovi naša nesreća" i da postoji nepremostiv jaz između njemačkog i židovskog duha.
Filozof Eugen Karl Dihring napisao je, 1881. godine, Židovsko pitanje je rasno, moralno i kulturno pitanje, gdje raspravlja o tome da Židovi uzrokuju njemačko propadanje i da oni konstituiraju 'proturasu', koju ni konverzija, a ni asimilacija, nisu u mogućnosti promijeniti. Dihring je posjedovao značajan utjecaj među sveučilišnim studentima.
Godine 1893., 250 000 glasača izabralo je 16 zastupnika (od ukupno 397) u Reichstag, koji su se zalagali za antisemitske mjere.

### Antisemitizam u 20. stoljeću
Godine 1900., H. S. Chamberlain, Englez, koji se naselio u Njemačkoj, napisao je djelo Temelji 19. stoljeća, u kojem je idealizirao njemačku nacionalnu dušu (race-soul), koja je od Nijemaca napravila poštene, odane i vrijedne ljude. Suprotno od Nijemaca, Židovi su materijalistički i legalistički narod, lišeni tolerancije i moralnosti. Ova dva naroda uhvaćena su u međusobnoj borbi, u kojoj Židovi moraju biti poraženi. Chamberlainova je knjiga nacistima pružila temeljni tekst za njihov nacionalni mit, a zabilježila je i izvrsnu prodaju u Njemačkoj.
Prema kraju i nakon Prvog svjetskog rata, kako su njemački ratni napori urodili neuspjehom, počeo je novi antisemitski ciklus te je, za ratni neuspjeh, nađen žrtveni jarac u obliku Židova. Židovi su tako bili optuženi za profiterstvo, nesudjelovanje u borbama i kao odgovorni za nestašice hrane. Zabilježen je veliki porast antisemitske literature, a krivci za njemački poraz u Prvom svjetskom ratu postali su Židovi i socijalisti. Uništavajuća hiper-inflacija, teški uvjeti Versailleskog mira i prošireno siromaštvo stvorili su atmosferu koja je pogodovala daljnjem rastu antisemitizma.
Godine 1920., Nacionalsocijalistička radnička stranka Njemačke (NSDAP) izdala je svoj program u 25 točaka, gdje je naglašeno kako Židov nikad ne može postati dio njemačkog naroda. Godine 1930., Alfred Rosenberg, koji je u Njemačku, a i Hitleru na pažnju donio Protokole cionskih mudraca napisao je Legendu o dvadesetom stoljeću u kojoj je istaknuo nadmoć nordijske rase i stvaranje njemačke nacionalne crkve, temeljene na rasi i čistoći krvi. Iste je godine Nacionalsocijalistička radnička stranka Njemačke dobila preko 6 milijuna glasova, što joj je donijelo 107 sjedala u Reichstagu i položaj druge po veličini stranke u zemlji.
Kako moderni antisemitizam počiva na rasnom principu, ne može mu se pobjeći. Židov ne može konvertirati. On će uvijek biti i ostati Židov; takva koncepcija objašnjava zašto je nacistička politika uništavanja Židova bila usmjerena na ubijanje svih Židova, bez obzira na njihovu konverziju, asimilaciju, ili ostale čimbenike.
Suvremeni antisemitizam (antisemitizam nakon holokausta) javlja se, ili kao osuvremenjeni oblik jednog od tri tradicionalna antisemitizma, ili kombinacija dva, ili, pak, sva tri.
Koje su najgore stvari za koje se, u današnjoj političkoj klimi, može optužiti Židove? Odgovor je: Rasizam. Apartheid. Genocid. Kolonijalizam. Jesu li te optužbe istinite? Nije važno. Neka se Židovi brinu o tome jesu li istinite. Paradoks antisemitizma leži u činjenici da je na Židovima teret dokazivanja neistinitisti tih optužbi. Antisemit ih samo mora izreći. (Jack Schwartz, National Review)

## Anticionizam
Webster’s dictionary cionizam definira kao svjetski pokret za uspostavljanje i razvoj države; iz toga slijedi da je anticionizam ideja suprotna onoj cionističkoj i anticionizam je po nekima, zapravo, antisemitizam.
U svijetu izgrađenom na ideji država-nacija, ako se prihvati takva stukturu svijeta, onda ako Francuzima vladaju Francuzi, Nijemcima Nijemci, tada je negiranje prava na samoodređenje samo jednom narodu diskriminacija prema narodu kojem se to isto pravo negira. Ako se Židovima negiraju prava, koja se podrazumijevaju u slučaju ostalih naroda – onda je to diskriminacija prema Židovima – što antisemitizam jest. Neka od neprijateljstava prema Židovima, danas vidljiva, baziraju se na ideji da Židovi nemaju nikakvih prava nad zemljom Izraelom/Palestinom, neka pak da Židovi imaju neka manja prava od ostalih stanovnika. Bilo koje, od ova dva mišljenja, može se definirati kao antisemitizam.
Mnogi Izraelci ne slažu se s određenim akcijama izraelske Vlade. Mnogi zastupnici u Knessetu, akademici, ili religijski lideri u Izraelu istupaju protiv državne politike Izraela. Međutim, oni su i dalje lojalni građani te iste države, koji ne samo da se ne protive izraelskom pravu na postojanje, već služe vojsku, plaćaju poreze i posvećuju svoj život sudjelovanju u javnim službama.

## Vanjske poveznice
- The Coordination for Countering Antisemitism  Arhivirana inačica izvorne stranice od 25. kolovoza 2009. (Wayback Machine)
- Sveučilište u Tel Avivu  Arhivirana inačica izvorne stranice od 28. veljače 2008. (Wayback Machine)
- Izvješća U.S. Departmenta
- Neoantisemitizam[neaktivna poveznica]